# Mimulus alatus
Mimulus alatus är en gyckelblomsväxtart som beskrevs av Soland.. Mimulus alatus ingår i släktet gyckelblommor, och familjen gyckelblomsväxter. Inga underarter finns listade i Catalogue of Life.